# Yukio Kudō
Yukio Kudō (jap. 工藤幸雄 Kudō Yukio; ur. 20 marca 1925 w Dalian, zm. 5 lipca 2008 w Tokio) – japoński poeta, romanista, polonista, profesor Akademii Sztuk Pięknych Tama (jap. 多摩美術大学 Tama Bijutsu Daigaku) w Tokio. 

## Życiorys

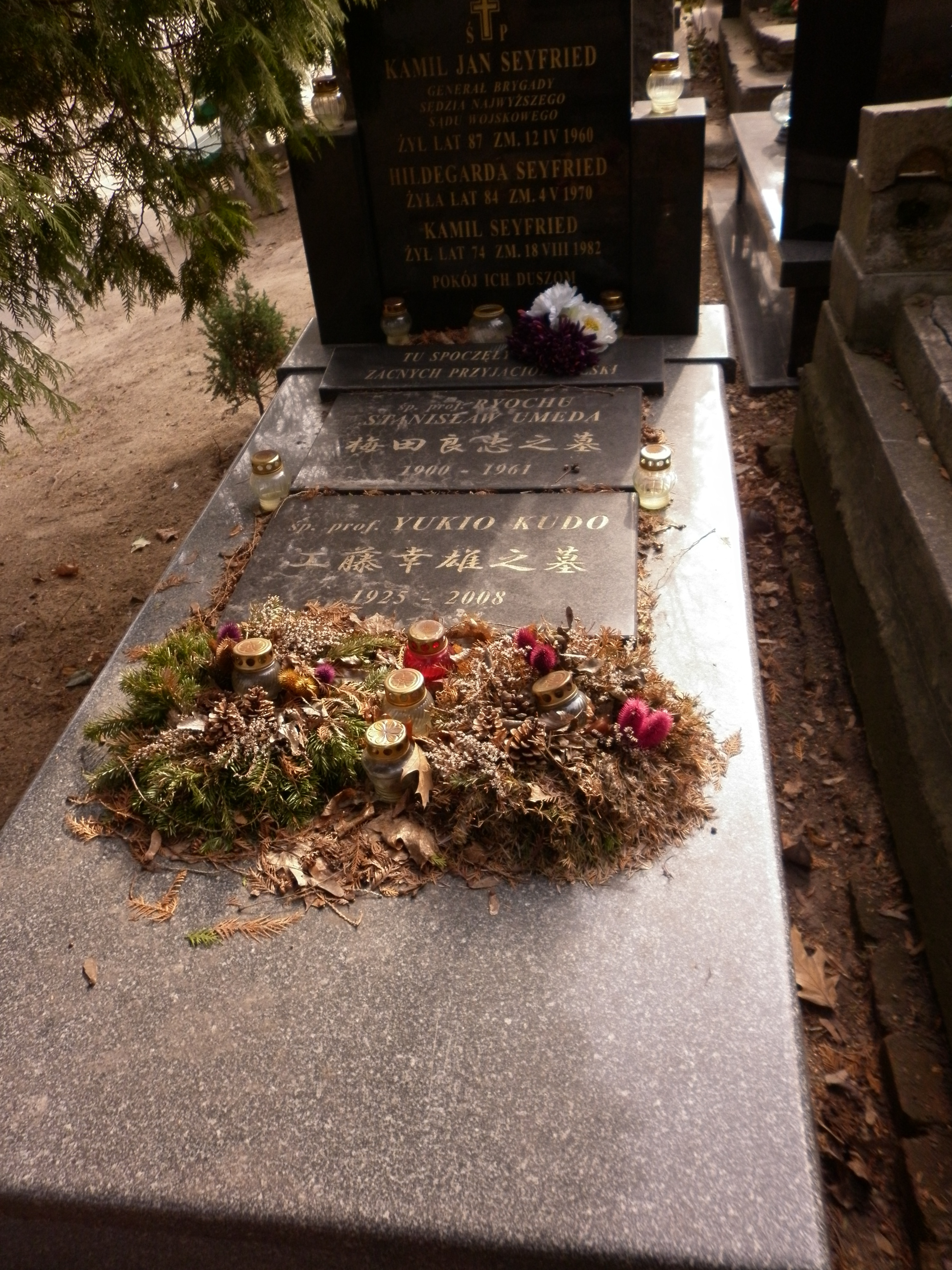
Grób Yukio Kudō

Urodził się w Mandżurii, gdzie mieszkał jako dziecko w latach: 1925–1927 i 1933–1940. Studiował literaturę francuską na Uniwersytecie Tokijskim. Członek japońskiego PEN Clubu. Na przełomie lat 60. i 70. pełnił funkcję korespondenta japońskiej agencji prasowej Kyodo w Polsce. W latach 1967–1974 pracował także jako lektor języka japońskiego w Instytucie Orientalistyki Uniwersytetu Warszawskiego. W 1972 otrzymał nagrodę literacką ZAiKS-u dla tłumaczy. Był związany z KOR i ROPCiO. Pod koniec lat 70. nakłoniony do wyjazdu z Polski. Po powrocie do Japonii wspierał finansowo niezależne wydawnictwo NOWA, pod koniec 1981 był współzałożycielem Centrum Informacji Polskiej w Tokio, a w latach 1981–1991 wydawał japoński miesięcznik „Biuletyn Polski”.
W 1995 prezydent Lech Wałęsa uhonorował go Krzyżem Komandorskim Orderu Zasługi Rzeczypospolitej Polskiej. Za znaczące osiągnięcia w propagowaniu polskiej kultury teatralnej na świecie w 1995 otrzymał nagrodę im. Stanisława Ignacego Witkiewicza przyznaną przez Zarząd Polskiego Ośrodka Międzynarodowego Instytutu Teatralnego. W 1999 otrzymał Nagrodę Literacką Yomiuri za przetłumaczenie całości dzieł literackich Brunona Schulza na język japoński. Ponadto przetłumaczył wiele dzieł literatury polskiej, m.in. Witolda Gombrowicza, czy Isaaca Bashevisa Singera. Zajmował się także tłumaczeniem dzieł laureatów Nagrody Nobla: Borysa Pasternaka, Czesława Miłosza, Wisławy Szymborskiej.
Zmarł w Tokio po ciężkiej chorobie. Grób symboliczny na cmentarzu Wojskowym na Powązkach w Warszawie (kwatera A29-5-30).

## Twórczość
- Siedem lat w Warszawie (ワルシャワの七年) (1977)
- Opowieść o Warszawie (ワルシャワ物語) (1980)
- Polska droga-socjalizm. Poprzez fikcję do prawdy (ポーランドの道 社会主義・虚偽から真実へ) (1981) – książka powstała przy współpracy z Tetsuya Chikushi (jap. 筑紫 哲也; Chikushi Tetsuya)
- Moja literatura polska. Opowieść o duszy, z której narodzi się rewolucja Solidarności (ぼくのポーランド文学 「連帯」の革命を生み出す精神について語る) (1981)
- Sposób na radosne życie w państwie komunistycznym (共産国でたのしく暮らす方法 ヤツェク・フェドローヴィッチ共著) (1983) – książka powstała przy współpracy z Jackiem Fedorowiczem
- Krowa z siodłem. Prywatny pogląd o Polsce (乳牛に鞍 ポーランド私見) (1985)
- Odnośnie mnie i Polski, itd. (ぼくとポーランドについて、など) (1997)
- Młodociany przestępca (不良少年) (2004)
- Moje życie tłumacza (ぼくの翻訳人生) (2004)
- Listopad. Okres jaki przeżyłem (十一月 ぼくの生きた時代) (2007)

## Tłumaczenia na język japoński
- Boris Pasternak Autobiografia (自伝) (1959)
- Marek Hłasko Pierwszy krok w chmurach (雲の中への第一歩) (1959)
- Jewgienij Jewtuszenko Autobiografia (早すぎる自叙伝) (1963)
- Witold Gombrowicz Pornografia (ポルノグラフィア) (1967)
- Sławomir Mrożek Tango (タンゴ) (1968)
- Ryszard Kapuściński Imperium (帝国: ロシア・辺境への旅) (1994)
- Bruno Schulz Dzieła Wszystkie (ブルーノ・シュルツ全集) (1998)